# Bébé veut payer ses dettes
Pour plus de détails, voir Fiche technique et Distribution.
Bébé veut payer ses dettes est un film muet français réalisé par Louis Feuillade et sorti en 1912.

## Fiche technique
- Titre : Bébé veut payer ses dettes
- Réalisation : Louis Feuillade
- Scénario : Louis Feuillade
- Société de production : Société des Établissements L. Gaumont
- Pays d'origine :  France
- Langue : film muet avec les intertitres en français
- Format : Noir et blanc — 35 mm — 1,33:1 — Muet
- Métrage : 175 m
- Genre : Comédie
- Durée : 6 minutes
- Date de sortie : 
  - France : 1912

## Distribution
- René Dary : Bébé (comme Clément Mary)
- René Navarre : M. Soupière, l'épicier
- Paul Manson : le père de Bébé
- Renée Carl : la mère de Bébé
- Alphonsine Mary : Fonfon, la petite sœur de Bébé